# Łelaky (obwód kijowski)
Łelaky (ukr. Леляки) – wieś na Ukrainie, w obwodzie kijowskim, w rejonie boryspolskim, w hromadzie Studenyky. W 2001 liczyła 468 mieszkańców, wśród których 453 wskazało jako ojczysty język ukraiński, 6 rosyjski, 5 białoruski, a 4 ormiański.